# Adolf Bestelmeyer
Adolf Bestelmeyer (* 21. Dezember 1875 in Nürnberg; † 21. November 1957 in Heidelberg; vollständiger Name: Adolf Christoph Wilhelm Bestelmeyer) war ein deutscher Experimentalphysiker.

## Leben und Werk
Bestelmeyer studierte Mathematik und Physik an der Technischen Hochschule Berlin, der Technischen Hochschule München und der Universität München. Nach der Promotion arbeitete er 1904 als Hilfsassistent an der Universität Göttingen. Im Ersten Weltkrieg war er in der Torpedoforschung tätig, und wurde von 1917 bis 1921 Professor für Physik an der Universität Greifswald. Danach war er bis zum Ende des Zweiten Weltkriegs als Laborleiter in unterschiedlichen Firmen (z. B. Askania), vor allem im Bereich Torpedokonstruktion, tätig.
Bestelmeyer spielte eine wichtige Rolle bei dem Disput, auf welche Weise die elektromagnetische Masse von der Geschwindigkeit abhängt. So bezweifelte er 1907 die Aussagekraft der Messungen Walter Kaufmanns und vertrat eine eigene Deutung. Dabei verwendete Bestelmeyer einen Geschwindigkeitsfilter, wobei diese Methode später von Alfred Bucherer bei weiterführenden Experimenten angewendet wurde. Bestelmeyer war jedoch auch mit der Art der Durchführung von Bucherers Experimenten nicht einverstanden. Dabei kam es zu einem polemischen Disput zwischen diesen beiden Forschern. Es dauerte noch Jahre, bis die Messproblematik im Sinne der Relativitätstheorie gelöst werden konnte.
Bekannt wurde Bestelmeyer auch dafür, dass er im Ersten Weltkrieg einen Magnetzünder für Torpedos entwickelte, wofür er mit dem Eisernen Kreuz I. Klasse ausgezeichnet wurde. Allerdings konnte diese Erfindung im Ersten Weltkrieg nicht mehr erprobt werden.